# Vagíh el-Kásef
Ahmed Vagíh el-Kásef, arabul: وجيه حافظ الكاشف (1909. február 5. – 1973) egyiptomi labdarúgócsatár.

## Pályafutása
1930-ban az al-Mohtalat labdarúgója lett. Később az El-Ahlí csapatához igazolt.
Az egyiptomi válogatott tagjaként részt vett az 1934-es olaszországi világbajnokságon és az 1936-os berlini olimpián.